# Flugunfall der VARIG bei Cabarete
Der Flugunfall der VARIG bei Cabarete ereignete sich am 16. August 1957. An diesem Tag musste eine Lockheed L-1049 Super Constellation der VARIG, die zur Wartung aus der Dominikanischen Republik in die USA ausgeflogen werden sollte, wegen eines dreifachen Triebwerksschadens im Atlantischen Ozean notgewassert werden. Bei dem Unfall wurde ein Besatzungsmitglied getötet.

## Maschine
Bei der verunglückten Maschine handelte es sich um eine im Jahr 1955 gebaute Lockheed L-1049 Super Constellation mit der Werksnummer 4610. Die Maschine wurde an die VARIG übergeben und von dieser mit dem Luftfahrzeugkennzeichen PP-VDA zugelassen. Das viermotorige Langstreckenflugzeug war mit vier luftgekühlten 18-Zylinder-Doppelsternmotoren vom Typ Curtiss-Wright R-3350 ausgerüstet.
Die Maschine war eine von dreien dieses Typs, mit denen die VARIG den Flugverkehr in die USA aufgenommen hatte. Das Flugzeugmodell war für seine anfälligen Propellertriebwerke bekannt, die häufig ausfielen. Die Lockheed Super Constellation wurde deshalb scherzhaft auch als „das beste dreimotorige Flugzeug der Welt“ bezeichnet.

## Insassen
Da es sich um einen Überführungsflug handelte, befand sich lediglich eine elfköpfige Besatzung an Bord der Maschine.

## Unfallhergang
Am Morgen des 16. August 1957 traf die Maschine als Passagierflug mit einem defekten Triebwerk Nr. 2 in Ciudad Trujillo ein. Es wurde daraufhin beschlossen, dass alle Passagiere von Bord gehen und die Maschine mit einem Zwischenstopp in Miami nach New York ausgeflogen wird. Für den Start wurde der Propeller des defekten Triebwerks Nr. 2 in die Segelstellung gebracht, die Maschine hob um 15:16 Uhr ab.
Rund 50 Minuten nach dem Start überdrehte das Triebwerk Nr. 4. Das Triebwerk ließ sich daraufhin weder kontrollieren, noch konnte der Propeller in die Segelstellung gebracht werden. Der Propeller riss schließlich ab und beschädigte dabei den Propeller des Triebwerks Nr. 3, der daraufhin in die Segelstellung gebracht werden musste. Mit nur einem in Betrieb befindlichen Triebwerk war es nicht mehr möglich, die Flughöhe zu halten oder einen in der Nähe gelegenen Flughafen anzusteuern. Der Besatzung gelang es noch knapp, die Nordküste der Insel Hispaniola zu erreichen. Es wurde entschieden, die Maschine notzulanden. Zunächst wurde eine Notlandung auf dem Strand von Cabarete versucht, der Versuch musste jedoch abgebrochen werden, da der Strandabschnitt in diesem Bereich zu schmal für eine Notlandung war und sich Bäume in der Nähe befanden. Schließlich fiel die Entscheidung, eine Notwasserung durchzuführen. Die Maschine wurde in einer Entfernung von 500 Metern parallel zum Strand auf dem Wasser aufgesetzt. Bei der Notwasserung wurde ein Besatzungsmitglied getötet, die übrigen 10 Insassen überlebten.